# Græshave Kirke
Græshave Kirke er en kirke, beliggende i Græshave Sogn på Lolland, som er bygget i ca. år 1200 og hører derfor til en af de ældre kirker i Danmark. Kirken blev senest restaureret i 1978.
Både udefra og indefra består kirken af ukalkede munkesten, der bærer mærker fra gamle dage. Der kan blandt andet findes en del ridser i de gamle vægge, som historikere har spekuleret i betydningen af. Prædikestolen er også af ældre dato, dog kun fra 1635.

## Billedgalleri
- Altertavlen
- Prædikestolen
- Døbefonten